# Route nationale 15bis
Die N15bis war eine französische Nationalstraße, die 1836 zwischen Grandvilliers und Le Tréport festgelegt. Ihre Länge betrug 63 km. Sie verläuft nordöstlich parallel zur N15, mit der sie keine Kreuzung hat. 1843 wurde sie ab Eu rechts der Bresle geführt und ihre alte Trasse wurde zu einem Seitenast. 1973 wurde sie abgestuft.